# Noxiustoxin
Noxiustoxin (synonym Kaliumkanaltoxin alpha-KTx 2.1) ist ein Neurotoxin aus dem mexikanischen Skorpion Centruroides noxius.

## Eigenschaften
Noxiustoxin ist ein Peptid und ein Skorpiontoxin aus dem Gift von Centruroides noxius, wie auch Slotoxin. Es bindet an spannungsgesteuerte und calciumgesteuerte Kaliumkanäle und blockiert sie, darunter die spannungsgesteuerten mKv1.1/KCNA1 (Kd > 25 nM), rKv1.2/KCNA2 (Kd = 2 nM), mKv1.3/KCNA3 (Kd = 1 nM), hKv1.5/KCNA5 (Kd > 25 nM) und  mKv3.1/KCNC1 (Kd > 25 nM) sowie die calciumabhängigen KCa1.1/KCNMA1 und KCa3.1/KCNN4 (Kd > 25 nM). Noxiustoxin ist amidiert. Es ist strukturell mit Charybdotoxin a und Charybdotoxin b verwandt.